# 천수군
천수군(天水郡)은 중국의 옛 군이다. 현재의 간쑤성 톈수이시 일대에 걸쳐 있었으며 후한에서는 한양군(漢陽郡)이라 했다.

## 전한
원정 3년(기원전 114년) 농서군을 분할해 설치했다. 소제 시원 6년(기원전 81년), 금성·유중 2현을 신설된 금성군에 넘겨주었다.
양주자사부에 속했다. 원시 2년(2년)의 인구조사에 따르면 60,370호, 261,348명이 있었다. 아래의 속현 목록은 《한서》지리지의 내용이다. 원연·수화 연간(기원전 8년 무렵)의 현황으로 여겨지며, 총 16현이다. 치소는 평양현이다.
| 현명      | 한자   | 대략적 위치                                                    | 비고                                                       |
| --------- | ------ | -------------------------------------------------------------- | ---------------------------------------------------------- |
| 평양현    | 平襄縣 | 딩시시 퉁웨이 현 서                                            |                                                            |
| 가천현    | 街泉縣 | 핑량시 좡랑 현 남동                                            |                                                            |
| 융읍도    | 戎邑道 | 톈수이시 칭수이 현 북서                                        |                                                            |
| 망원현    | 望垣縣 | 톈수이시 북서                                                  |                                                            |
| 한견현    | 罕幵縣 | 톈수이시 남동                                                  |                                                            |
| 면제도    | 綿諸道 | 톈수이시 북                                                    |                                                            |
| 아양현    | 阿陽縣 | 핑량시 징닝 현 남서                                            |                                                            |
| 약양도    | 略陽道 | 톈수이시 친안 현 북동                                          |                                                            |
| 기현      | 冀縣   | 톈수이 시 간구 현                                              | 《우공》의 주어산(朱圄山)이 현 남쪽 오중취(梧中聚)에 있다. |
| 용사현    | 勇士縣 | 란저우시 위중 현 북                                            | 속국도위의 치소가 만복(滿福)에 있다.                       |
| 성기현    | 成紀縣 | 핑량 시 징닝 현 광야천(廣爷川)과 톈수이 시 친안 현 엽보향 사이 |                                                            |
| 청수현    | 淸水縣 | 톈수이시 칭수이 현 북서                                        |                                                            |
| 봉첩현    | 奉捷縣 | ?                                                              |                                                            |
| 농현      | 隴縣   | 톈수이시 칭수이 현 북                                          |                                                            |
| 완도 환도 | 豲道   | 딩시시 룽시 현 남동                                            | 기도위(騎都尉)의 치소가 밀애정(密艾亭)에 있다.             |
| 난간현    | 蘭干縣 | ?                                                              |                                                            |

## 신
군의 이름을 진융(塡戎)으로 고치고 다음 현의 이름을 고쳤다.
| 전한 | 신             |
| ---- | -------------- |
| 평양 | 평상(平相)     |
| 융읍 | 진융정(塡戎亭) |
| 망원 | 망정(望亭)     |
| 기   | 기치(冀治)     |
| 용사 | 기덕(紀德)     |
| 청수 | 식목(識睦)     |
| 난간 | 난순(蘭盾)     |

## 후한
105년 한양군(漢陽郡)으로 개명되었다. 13성 27,423호 130,138명을 거느렸다.
| 현명   | 한자       | 대략적 위치                                                    | 비고                                                                         |
| ------ | ---------- | -------------------------------------------------------------- | ---------------------------------------------------------------------------- |
| 기현   | 冀縣       | 톈수이시 간구 현                                               | 제갈량사후 북벌을 전담하게 되는 강유가 태어난 곳이다.                        |
| 망항현 | 望恒縣     | 톈수이 시 위남진                                               |                                                                              |
| 아양현 | 阿陽縣     | 핑량 시 징닝 현 이가천 일대                                    |                                                                              |
| 약양현 | 略陽縣     | 톈수이 시 장자촨 후이족 자치현 농성진                          | 인근에 가정 전투의 배경이 되었던 가정성이 있다. 193년 영양군으로 이관되었다. |
| 용토현 | 勇土縣     |                                                                |                                                                              |
| 성기현 | 成紀縣     | 핑량 시 징닝 현 광야천(廣爷川)과 톈수이 시 친안 현 엽보향 사이 |                                                                              |
| 농현   | 隴縣       | 톈수이 시 장자촨 후이족 자치현                                 |                                                                              |
| 완도   | 豲道       |                                                                |                                                                              |
| 난간현 | 蘭干縣     |                                                                |                                                                              |
| 평양현 | 平襄縣     | 딩시 시 퉁웨이 현 신점자                                       | 193년 영양군으로 이관되었다.                                                 |
| 현친현 | 顯親(新)縣 | 톈수이 시 친안 현 서보촌                                       |                                                                              |
| 상규현 | 上邽縣     | 톈수이 시                                                      |                                                                              |
| 서현   | 西縣       | 룽난 시 리 현 홍하향                                           |                                                                              |

## 조위
후한말기 평양현,약양현은 광위군이 신설되면서 광위군으로 이관되었다. 바로 남쪽으로 촉나라 무도군과 접하고 있었는데, 228년 천수의 난이 일어나고 천수군과 인근의 농서군, 남안군, 안정군일대의 호족들이 북벌에 매진하던 제갈량에게 투항하면서 일시적으로 촉나라의 땅이 되었으나 마속이 가정 전투에서 참패하면서 위나라가 수복했다.
| 현명   | 한자   | 대략적 위치              | 비고                    |
| ------ | ------ | ------------------------ | ----------------------- |
| 기현   | 冀縣   | 톈수이시 간구 현         | 천수군의 치소를 두었다. |
| 신양현 | 新陽縣 |                          |                         |
| 현신현 | 顯新縣 | 톈수이 시 친안 현 서보촌 |                         |
| 성기현 | 成紀縣 | 딩시 시 퉁웨이 현 치평향 |                         |
| 서현   | 西縣   | 룽난 시 리 현 홍하향     |                         |
| 상규현 | 上邽縣 | 톈수이 시                |                         |

## 서진
서진에서 천수군으로 복구했으며 269년(태시 5년)에 진주를 신설하면서 진주로 이관되었다.. 6현 8,500호를 거느렸다. 전량을 세우는 장궤가 점령했으며 일시적으로 전조 유요에게 점령당한 적이 있었다.
| 현명   | 한자   | 대략적 위치                                                    | 비고 |
| ------ | ------ | -------------------------------------------------------------- | --- |
| 상규현 | 上邽縣 | 톈수이 시                                                      | 천수군의 치소를 두었으며 이때부터 천수군의 치소가 상규로 고정되었기에 상규현이 현재의 톈수이 시의 전신이 되었다. |
| 기현   | 冀縣   | 톈수이시 간구 현                                               | 진주자사부가 있었다.                                                                                             |
| 시창현 | 始昌縣 | 딩시 시 리 현 북서부 백하보회족진 일대                         | |
| 신양현 | 新陽縣 | 톈수이 시 마이지 구 중탄진일대                                 | |
| 현신현 | 顯新縣 | 톈수이 시 친안 현 서보촌                                       | |
| 성기현 | 成紀縣 | 핑량 시 징닝 현 광야천(廣爷川)과 톈수이 시 친안 현 엽보향 사이 | |

## 북위
진주의 치소를 천수군에 두었다. 4현을 거느렸다.
| 현명   | 한자   | 대략적 위치                      | 비고                                     |
| ------ | ------ | -------------------------------- | ---------------------------------------- |
| 상규현 | 上邽縣 | 톈수이 시                        |                                          |
| 현신현 | 顯新縣 | 톈수이 시 친안 현 서보촌         | 447년(태평진군 8년) 안이현을 통폐합했다. |
| 평천현 | 平泉縣 |                                  |                                          |
| 당정현 | 當亭縣 | 톈수이 시 간구 현 고파향(古坡鄕) | 447년 설치했다.                          |

## 남조
영가의 난때 북방민족의 침공을 수많은 화북의 주민들이 강남에 정착했다. 이후 지금의 샹양 시 일대에 천수군이 교치되었고 본래 천수군의 남쪽에 있다하여 남천수군(南天水郡)이라 이름지었다. 457년(유송 효무제 대명 원년)폐지되었고 4현 687호 3,122명을 거느렸다.
| 현명   | 한자   | 대략적 위치/직위                              | 비고 |
| ------ | ------ | --------------------------------------------- | ---- |
| 화음현 | 華陰縣 | 미상/현령(縣令)                               |      |
| 서현   | 西縣   | 미상/현령(縣令)                               |      |
| 약양현 | 略陽縣 | 샹양 시 이청시 동 안뇌촌(安垴村)남/후상(候相) |      |
| 하양현 | 河陽縣 | 미상/현령(縣令)                               |      |

## 수
북주에서 총관부를 설치했으나 대업초에 폐지되었다. 6현 52,130호를 거느렸다.
| 현명   | 한자   | 대략적 위치                    | 비고 |
| ------ | ------ | ------------------------------ | --- |
| 상규현 | 上邽縣 | 톈수이 시                      | 개황초에 군을 폐지했다가 대업초 군을 복구하면서 복구되었다. 몽수(濛水)가 흐른다.                                                                     |
| 기성현 | 冀城縣 | 톈수이 시 간구 현              | 북주에서 기성현이라고 불렀으며 청수군에 소속되었다. 하지만 개황초에 청수군을 폐하면서 본군으로 이관되었다. 관관(關官)이 있다. 분수령(分水嶺)이 있다. |
| 진령현 | 秦嶺縣 | 톈수이 시 마이지 구 백양진     | 북위에서 설치한 현이다. 백양현이라고 불렸다가 개황연간에 지금의 이름으로 개명되었다.                                                                 |
| 농성현 | 隴城縣 | 톈수이시 친안현 농성진(隴城鎭) | 약양군(略陽郡)이 있던 곳으로 약양군은 582년(개황 2년) 폐지되었고 현명도 하양(河陽)으로 바뀌었다. 586년(개황 6년) 농성으로 개명했다.                  |
| 청수현 | 淸水縣 | 톈수이 시 칭수이 현            | |

## 당
619년(당 고조 무덕 2년) 설거(薛舉)를 굴복시켰고 진주에 총관부를 설치했다. 이 총관부는 진주, 위주, 민주, 조주, 성주, 난주, 문주, 무주, 강주, 탕주, 부주등의 12주를 통치했다. 진주는 상규현, 성기현, 진령현, 청수현의 4개현을 관할하도록 했다. 626년(당 고조 무덕 9년), 지금의 톈수이시 간구현 무가하향(武家河鄕) 남쪽에 염천현이 신설되었다. 627년(당 태종 정관 원년), 염천현을 이빈현(夷賓縣)으로 개명했다. 628년(당 태종 정관 2년), 이빈현을 폐지했다. 632년(당 태종 정관 6년), 장천현을 통폐지했다. 640년(당 태종 정관 14년), 진주, 만주, 위주, 무주의 4개주의 치소를 상규에 두었다. 643년(당 태종 정관 17년) 진령현을 통폐합했다. 742년(천보 원년), 군현제를 실시하면서 천수군으로 복구되었고 옛 도독부에 의지했는데, 이 도독부는 천수군, 농서군, 동곡군의 민정을 맡았다. 동년에 치소를 다시 상규현으로 옮겼다. 758년(건원 원년), 진주로 복구되었다. 초기에는 6현 5,724호 25,073명을거느렸으나 천보연간에는 5현 24,827호 109,700명을 거느렸다.
| 현명   | 한자   | 대략적 위치                                                    | 비고 |
| ------ | ------ | -------------------------------------------------------------- | --- |
| 상규현 | 上邽縣 | 톈수이 시                                                      | 734년(당 현종 개원 22년), 지진이 발생하여 치소를 성기현의 경친천(敬親川)으로 옮겼다가 742년 진주의 치소로 복구되었다. 농우도의 중심지였다.                                                    |
| 성기현 | 成紀縣 | 핑량 시 징닝 현 광야천(廣爷川)과 톈수이 시 친안 현 엽보향 사이 | 본래 치소는 소항천(小坑川)가에 있었으나 734년 지진으로 경친천으로 치소를 옮겼고 그 치소를 진주자사부로 삼았다. 하지만 742년 진주의 치소가 상규로 복구되었다.                                  |
| 복강현 | 伏羌縣 | 톈수이 시 간구 현                                              | 620년(당 고조 무덕 3년) 기성현에서 복강현으로 개명되었다. 이후 복주(伏州)를 설치했으나 625년 복주가 폐지되면서 다시 진주로 내속되었다. 629년(당 태종 정관 3년), 이빈현을 복강현에 통폐합했다. |
| 농성현 | 隴城縣 | 톈수이시 친안현 농성진(隴城鎭)                                 | 619년 문주(文州)로 분리되었다가 625년(당 고조 무덕 8년), 진주로 통폐합되었다. 장천현을통폐합했다                                                                                              |
| 청수현 | 淸水縣 | 톈수이 시 칭수이 현                                            | 621년(당 고조 무덕 4년), 청수현을 규주(邽州)로 분리했으나 규주는 2년만에 진주로 통폐합되었다.                                                                                                 |

## 송
진주 참조.